# ふれあい若狭
『ふれあい若狭』（ふれあいわかさ）は、1986年10月12日から福井放送（FBCテレビ）で毎週日曜日の夕方に放送されているテレビ番組。関西電力の一社提供。

## 概要
番組はその前身の『アタック!27号線』を15分から30分に放送枠を拡大した上でリニューアル、放送時間も土曜日9:30から現日時に移動させ、1986年10月12日に放送開始。2021年秋には35周年を迎え、福井放送でも有数の長寿番組である。放送時間は毎週日曜日の17:00から17:30まで（JST、一時期17:25までだったこともあった）。
協力は嶺南6市町（敦賀市、美浜町、若狭町、小浜市、おおい町、高浜町）。ちなみに敦賀市は旧越前国地域で北陸電力の事業区域ではあるが、現在の状況から若狭と一体とみなされている。
内容は、リポーターが若狭地方（敦賀市を含む）を訪ね歩く。毎回企画が用意されている。以前は冒頭に「ふれあいウォッチング」として短い話題を3本ほど放送してから特集に移っていたが、現在は番組全体が特集で構成されている。
長くハイビジョン方式による撮影は行われていなかったが、2010年度からはハイビジョン方式による撮影が実施されている。また、Huluにおいて放送後1週間『ふれあい若狭』のネット配信を行っている。

## 出演者

### 現在
- 手賀梨々子（2025年5月18日 - ）
- 中村謙太 - ナレーション（2024年4月 - ）

### 過去
リポーター
- 福島彩乃（元北陸放送アナウンサー）
- 藤田幸恵（初回から半年間）
- 吉内里美（同上）
- 矢野穂積（1987年4月5日放送分から約1年間）
- 四方明美（時期不明）
- 張籠美衣（時期不明）
- 榎ちひろ（時期不明）
- 榊原由恵（時期不明）
- 野村佳奈子（2008年4月 - 2010年3月）
- 鶴渕さやか（2010年4月 - 2011年7月）
- 中山裕子（2011年8月 - 2014年3月30日）
- 池田めぐみ （2014年4月6日 - 2016年3月）
- 川越智子（2016年4月 - 2019年3月）
- 木村仁美（2019年4月 - 2021年3月）
- 柄田百花（2021年4月 - 2022年3月）
- 亀島愛永（2022年4月 - 2023年3月）
- 工藤遥（2023年4月 - 2025年4月13日）

ナレーション
- 岩本和弘
- 重盛政史
- 堀内くみ子（「豆くんの教えて!発電所」のエネルギーの豆くんの声）
- 山田恵梨子 - エネルギーの豆知識
- 川島秀成（ - 2022年3月）
- 坂本優太（2022年4月 - 2024年3月）

## その他

### 「美浜原発3号機事故」の影響と番組終了の危機
2004年8月9日に起きた関西電力美浜発電所3号機における事故では、その後一時的に関電がスポンサーを降り、公共広告機構（現：ACジャパン）のCMに差し替えられた。これは番組中すべてのCM枠に対して適用され、他社のCMが放送されることは一切なかった（現在もその事故発生年月日に最も近い週の日曜日は関電のCMを自粛し、ACジャパンのCMに差し替えている）。
『こちら海です』の様に番組打ち切りも危惧されたが、現在はスポンサーに復帰して関電のCMも放送されている。内容は事故の再発防止策や安全対策について広報する内容が主である。また、これまでも不祥事が原因でノンスポンサーになったことがある（例として、1991年2月9日の同発電所2号機における蒸気発生器細管破断事故による影響もその一つ）。

### 福井県での関西電力のCM放送
この番組では、美浜発電所事故の前から「オール電化」やケイ・オプティコムなどのCMを放送することはなく（事業区域が放送区域に対して狭いことも原因）、原子力発電所における安全対策や、俳優（星野仙一など）が出演した原子力発電の重要性を訴えるCMに差し替えられている。これは、福井県内で放送される関西電力が提供しているすべての番組に適用されている（現在は、福井テレビで放送されるテレビ大阪の『おでかけ発見バラエティ かがくdeムチャミタス!』など）。
2011年3月11日に発生した東北地方太平洋沖地震（東日本大震災）に伴い、同年3月20日以降の放送では関西電力の番組提供を見合わせていた。CMは2011年中はすべてACジャパンに差し替えられていたが、2012年1月からは節電を呼び掛けるCMと東京電力福島第一原子力発電所事故に対する安全対策CMを放送していた。
関西電力の番組提供は2016年4月に再開したものの、現在も福島第一原子力発電所事故や津波に対する原子力発電所の安全対策を踏まえたCM放送となっている。
なお、2019年9月19日に高浜発電所で発生した事故直後の同年9月22日の放送から、関西電力のCM放送ならびに提供クレジットの表示は行われておらず、差し替えでACジャパンのCMおよび番組宣伝が放送されている。その後高浜町の元助役が同社幹部へ金銭授受していた問題も明らかになり、CM再開の時期は未定となっている。